# Ceromitia stathmodes
Ceromitia stathmodes là một loài bướm đêm thuộc họ Adelidae. Loài này có ở Nam Phi.